# 沃爾特·麥卡蒂
沃爾特·李·麥卡蒂（英語：Walter Lee McCarty，1974年2月9日—），美国NBA联盟职业篮球运动员。他在1996年的NBA选秀中第1轮第19顺位被紐約尼克选中。職業生涯曾為紐約尼克、波士頓凱爾特人、菲尼克斯太陽和洛杉磯快船效力。

## 外部連結
- NBA.com page on Walter McCarty （页面存档备份，存于）